# Damaged Goods (Fernsehserie)
Damaged Goods ist eine deutsche Fernsehserie mit Sophie Passmann, Tim Oliver Schultz, Leonie Brill, Zeynep Bozbay und Antonije Stankovic. Regie führte Anna-Katharina Maier, als Headautor fungierte Jonas Bock. Premiere der Dramedyserie war am 28. Juni 2022 am Filmfest München in der Sektion Neues Deutsches Fernsehen. Auf Amazons Prime Video wurde die Serie am 11. Juli 2022 veröffentlicht. Die Erstausstrahlung auf One und die Veröffentlichung in der ARD Mediathek erfolgte am 20. Juli 2023.

## Handlung
Nola, Mads, Hennie, Tia und Hugo bilden eine Münchner Clique, die vor 15 Jahren von ihren Eltern zu einer Gruppenpsychotherapie geschickt wurden. Mit Ende 20 meistern die fünf noch immer gemeinsam ihren Alltag.
Die Rahmenhandlung bildet ein Podcast von Nola, die von der Uni fliegt und von sich, aber auch ohne deren Wissen aus dem Privatleben von ihren Freunden berichtet.
Hennie ist eine Businessfrau, deren bisheriger Lebensentwurf aufgrund eines Kinderwunsches infrage gestellt wird. Tia versucht sich von ihrer Hippie-Großmutter abzugrenzen und sucht nach einer Identität als Künstlerin.
Hugo kämpft um die Liebe und um ein authentisches Leben als homosexueller Mann. Und Mads ist ein Ex-Jurist, dessen unbeschwerter Single-Alltag plötzlich auf den Kopf gestellt wird.

## Produktion und Hintergrund
Die Dreharbeiten fanden vom 23. September bis zum 8. Dezember 2021 in Süddeutschland statt. Produziert wurde die Serie von der deutschen Westside Filmproduktion (Produzenten Tina Kringer und Christian Becker).
Die Kamera führte Nathalie Wiedemann, die Montage verantworteten Manuel Reidinger, Petra Scherer und Lukas Meissner und das Casting Anne Hünseler. Das Kostümbild gestaltete Stefanie Schroeter, das Szenenbild Thomas Neudorfer, den Ton Roman Schwartz und Roland Platz, und das Maskenbild Nadine Scherer.
Im Mai 2022 wurde ein Trailer veröffentlicht.

## Rezeption
Christiane Lutz meinte in der Süddeutschen Zeitung, dass Damaged Goods wie die woke 2022er-Version von Freundschafts-Serien wie Friends, Girls und Sex and the City daherkomme. Allerdings würden die Mängel dieser als damaged eingeführten Charaktere so aggressiv als liebenswürdig verkauft, dass es über weite Strecken einfach nervt. Die Szenen reihten sich wie eine nie endende, belanglose Insta-Story aneinander, grell und schnell, ein ewiger Wechsel aus Deep-Talk und Slapstick, dramaturgisch oft nicht nachvollziehbar. Warum das Ganze am Ende doch erträglich anzuschauen bleibe, liege vorwiegend an der Besetzung.
Philip Dulle und Lena Leibetseder bezeichneten die Serie im Nachrichtenmagazin profil  als „Klischeeneurosen-Feuerwerk“. Der Versuch, alles richtig zu machen und jedes Zeitgeistthema abzuhandeln, führe dazu, dass für Tiefe und Reflexion kein Platz mehr bleibe und die Figuren an der Oberfläche blieben. Die Tiroler Tageszeitung hätte sich von der Serie mehr Risikobereitschaft gewünscht, so bliebe das Ganze vor allem Wohlfühl-Stoff.
Tilmann P. Gangloff befand in der Stuttgarter Zeitung und auf tittelbach.tv, dass die Serie viele Qualitäten habe. Das Ensemble sei eine tolle Mischung aus etablierten und noch zu entdeckenden Mitwirkenden, die Dialoge seien temporeich und witzig, die Situationskomik verblüffend. Bildgestaltung, Schnitt und geteilter Bildschirm sorgten für Dynamik, die Musik sei recht flott. Allein die Entdeckung Sophie Passmanns als Schauspielerin sei jede Minute wert. Er vergab fünf von sechs Sternen und verglich die Serie mit der ZDF-Serie Um die 30 (1995).
Claudia Reinhard bewertete die Serie in der Berliner Zeitung mit 4 von 5 Punkten. Interessant werde es dann, wenn die Freunde ihre Komfortzone verlassen. Mit der Tatsache, dass ihre Helden auch ein Produkt einer urbanen Blase sind, gingen die Autoren offensiv um. In dem Spannungsverhältnis, das sich daraus mitunter ergibt, liege ein großer Reiz der Serie. Das funktioniere am besten, wenn am Pathos gespart wird.
Moviepilot vergab für die erste Staffel 5,7 von 10 Punkten.

## Auszeichnungen und Nominierungen
Filmfest München 2022
- Nominierung für den Bernd Burgemeister Fernsehpreis[5]

Jupiter-Award 2023
- Auszeichnung als Beste Serie TV & Streaming National[14][15]
- Auszeichnung als Bester Darsteller TV & Streaming National (Tim Oliver Schultz)